# Polyspora borneensis
Polyspora borneensis är en tvåhjärtbladig växtart som först beskrevs av Hsüan Keng, och fick sitt nu gällande namn av Orel, Peter G.Wilson, Curry och Luu. Polyspora borneensis ingår i släktet Polyspora och familjen Theaceae. Inga underarter finns listade i Catalogue of Life.